# تپه قوزه ۲ گرده نو
تپه قوزه ۲ گرده نو مربوط به دوره اشکانیان است و در شهرستان ثلاث باباجانی، بخش ازگله، روستای گرده نو واقع شده و این اثر در تاریخ ۴ خرداد ۱۳۸۴ با شمارهٔ ثبت ۱۱۷۸۹ به‌عنوان یکی از آثار ملی ایران به ثبت رسیده است.